# Bác ái

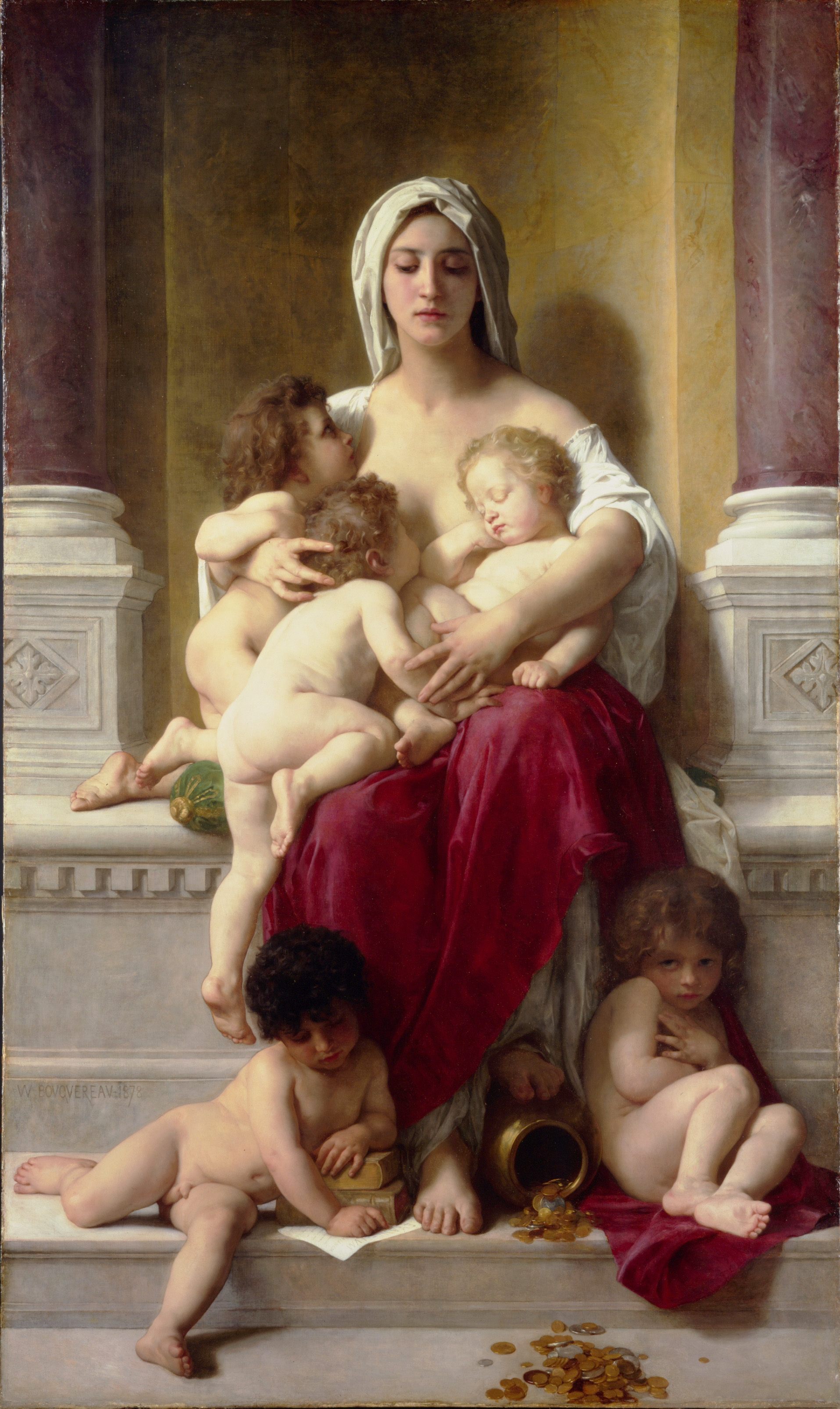
Họa phẩm Sự bác ái của danh họa William Adolphe Bouguereau (1825-1905)

Bác ái (tiếng Latinh: caritas, nghĩa là "tình yêu cao cả, rộng khắp", đôi khi cũng được gọi là đức mến), theo thần học Kitô giáo được hiểu là "tình cảm để giữ mối liên hệ giữa con người với Thiên Chúa". Đối với nhà thần học Tôma Aquinô, bác ái "không chỉ là tình cảm đối với Thiên Chúa mà còn để tình cảm dành cho những người xung quanh chúng ta". Vì thế, ông nhận định rằng bác ái là nhân đức cao đẹp nhất trong ba nhân đức đối thần (gồm: đức tin, đức cậy và đức mến). Thuật ngữ "caritas" cũng là gốc của thuật ngữ "charity" trong tiếng Anh, để chỉ những hoạt động giúp đỡ cộng đồng, người yếu thế. Đối với những hoạt động như vậy, người Công giáo nói riêng và Kitô hữu nói chung thường sử dụng thuật ngữ "làm bác ái" để thay thế tương ứng với thuật ngữ "làm từ thiện". Ngoài ra, mặc dù lý tưởng và mục đích có thể là giống nhau, nhưng bản chất thuật ngữ "bác ái" không hoàn toàn giống với thuật ngữ "từ bi" của Phật giáo.